# Ludlow Falls
Ludlow Falls é uma vila localizada no estado norte-americano de Ohio, no Condado de Miami.

## Demografia
Segundo o censo norte-americano de 2000, a sua população era de 210 habitantes.
Em 2006, foi estimada uma população de 214, um aumento de 4 (1.9%).

## Geografia
De acordo com o United States Census Bureau tem uma área de
0,5 km², dos quais 0,5 km² cobertos por terra e 0,0 km² cobertos por água.

## Localidades na vizinhança
O diagrama seguinte representa as localidades num raio de 12 km ao redor de Ludlow Falls.